# Улахан-Ары
Улахан-Ары (с якут. — «большой остров») — наносной необитаемый остров в группе островов Огоннёр-Белькёйдере в заливе Огоннёр-Кубата, образуемый рукавами дельты реки Оленёк. С запада омывает протока Улахан-Уэс, с востока — протока Кубалах-Уэся. Соседние острова: с востока — Кюрсесе-Арыта, с запада — Очуггуй-Ары и Огоннёр-Арыта, с севера От-Ары и Болдер-Арыта. Максимальная высота 4 м, на севере острова — три метра.
На острове небольшое озеро Улахан-Ары-Кюеле.

## Топографические карты
- Лист карты S-50-XXIX,XXX Усть-Оленёк. Масштаб: 1 : 200 000. Издание 1987 г.